# Classe Minotaur (1943)
Pour les autres classes de navires du même nom, voir Classe Minotaur.
La classe Minotaur (parfois nommée classe Swiftsure) est une classe de croiseurs légers construits pour la Royal Navy durant la Seconde Guerre mondiale.

## Conception
Les croiseurs légers de la classe Minotaur sont basés sur ceux de la classe Crown Colony. Ils sont légèrement plus larges afin d'assurer une meilleure stabilité, ont un meilleur armement antiaérien et des réservoirs plus importants leur conférant un plus grand rayon d'action. Le Swiftsure est même un peu plus large et emporte quelques canons antiaériens supplémentaires,. Huit navires sont mis en chantier au début des années 1940. Deux seront terminés selon les plans initiaux et lancés avant la fin de la Seconde Guerre mondiale, les HMS Minotaur et Swiftsure. Le HMS Superb quant à lui est légèrement modifié et terminé fin 1945. Deux navires sont totalement annulés, et les trois autres sont profondément modifiés avant d'être lancés de 1959 à 1961. Ce sont les HMS Tiger, Lion et Blake qui forment la classe Tiger.
Les trois croiseurs de la classe Minotaur sont les derniers à avoir été lancés en temps de guerre par la Royal Navy.

## Unités de la classe
| Nom             | Pennant number | Chantier           | Quille            | Lancement       | Armement         | Destin |
| --------------- | -------------- | ------------------ | ----------------- | --------------- | ---------------- | --- |
| HMS Minotaur    | 53             | Harland and Wolff  | 20 novembre 1941  | 29 juillet 1943 | 25 mai 1945      | Transféré à la Marine royale canadienne et renommé Ontario en novembre 1944. Rayé des listes en octobre 1958. |
| HMS Swiftsure   | 08             | Vickers-Armstrongs | 22 septembre 1941 | 4 février 1943  | 22 juin 1944     | Rayé des listes en 1960. Démoli en octobre 1962.                                                              |
| HMS Superb      | 25             | Swan Hunter        | 23 juin 1942      | 31 août 1943    | 16 novembre 1945 | Rayé des listes en 1957.                                                                                      |
| HMS Hawke       | 27             | HMNB Portsmouth    | septembre 1943    | -               | -                | Construction annulée en janvier 1946.                                                                         |
| HMS Bellerophon | 50             | Vickers-Armstrongs | -                 | -               | -                | Anciennement Blake, puis Tiger. Construction annulée en mars 1946.                                            |
| HMS Blake       | -              | -                  | -                 | -               | -                | Achevés comme croiseurs de la classe Tiger sous les noms de Tiger, Lion et Blake.                             |
| HMS Defence     | -              | -                  | -                 | -               | -                | Achevés comme croiseurs de la classe Tiger sous les noms de Tiger, Lion et Blake.                             |
| HMS Bellerophon | -              | -                  | -                 | -               | -                | Achevés comme croiseurs de la classe Tiger sous les noms de Tiger, Lion et Blake.                             |